# 锍

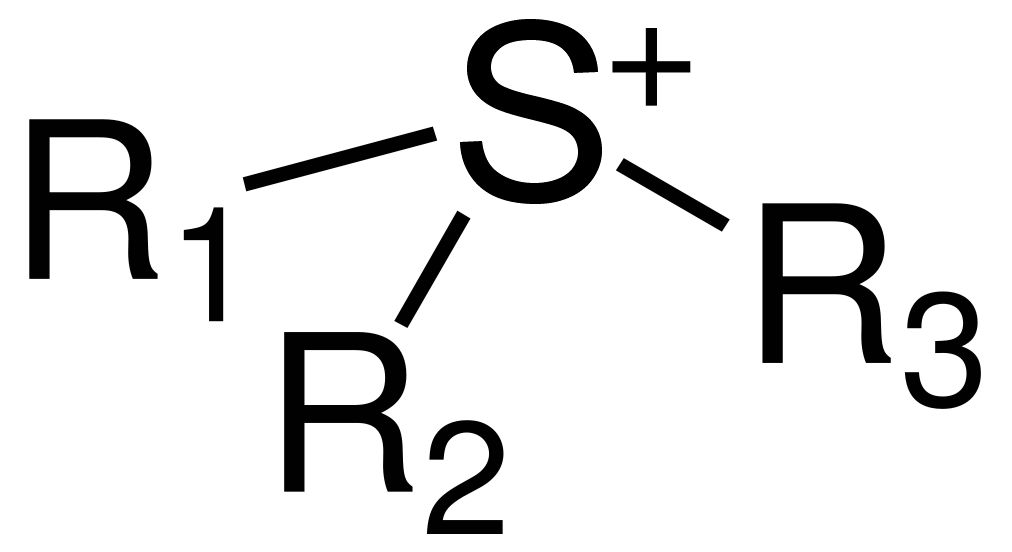
有机锍离子

锍(读音：liǔ)是三配位负二价硫的正离子（{\displaystyle {\mbox{H}}_{3}{\mbox{S}}^{+}}，CAS号18155-21-0 ）它是由硫化氢衍生得到的。命名时若为前缀，则称作锍基(sulfonio-)。

## 合成
锍盐可由硫醚与卤代烃反应制备。例如二甲硫醚与碘甲烷碘化三甲基锍：
CH
3–S–CH
3 + CH
3–I → (CH
3)
3S+
 + I−
此过程是亲核取代反应，二甲硫醚中硫有两对孤对电子，其中一对进攻甲基将碘取代。若使用更强的甲基化试剂，例如三氟甲磺酸甲酯，该反应更加迅速。

## 结构
三配位硫取三角锥构型。 Me3S+与三甲基膦是等电子体。三个取代基互不相同时，分子具有手性，与胺不同，在常温下不能自发消旋，因此可得到稳定的光学活性锍盐。